# Жовтневое водохранилище (Харьковская область)
Жовтне́вое либо Октябрьское водохранилище(укр. Жовтневе водосховище) — небольшое русловое водохранилище на реке Мокрый Изюмец (левый приток реки Северский Донец). Расположено в вблизи села Боголюбовка (бывшее Жовтневое) Изюмского района Харьковской области. Водохранилище построено в 1981 году по проекту института «Харкивдипроводгосп». Назначение — орошение, рыборазведение, рекреация. Вид регулирования — многолетнее.

## Основные параметры водохранилища
- Нормальный подпорный уровень — 111,0 м;
- Форсированный подпорный уровень — 112,4 м;
- Полный объем — 3805000 м³;
- Полезный объем — 1,800 млн м³;
- Длина — 3,4 км;
- Средняя ширина — 0,308 км;
- Максимальные ширина — 0,35 км;
- Средняя глубина — 3,6 м;
- Максимальная глубина — 8,0 м.

## Основные гидрологические характеристики
- Площадь водосборного бассейна — 58,7 км².
- Годовой объем стока 50 % обеспеченности — 2040000 м³.
- Паводковый сток 50 % обеспеченности — 1770000 м³.
- Максимальный расход воды 1 % обеспеченности — 74,0 м³/с.

## Состав гидротехнических сооружений
- Глухая земляная плотина длиной — 267 м, высотой — 11,5 м, шириной — 10 м. Заделка верхового откоса — 1:10, низового откоса — 1:2,5.
- Шахтный водосброс из монолитного железобетона высотой — 8,2 м, размерами 2 (3,5 х4) г.
- Водосбросный тоннель длиной — 56 м, размерами 2 (2,5 х2) г.
- Рекомендуемый водовыпуск из трех стальных труб диаметром 500 мм, совмещенный с шахтным водосбросом, оборудован защелками.

## Использование водохранилища
Водохранилище было построено для орошения в колхозах «40 лет Октября» и «Восток» Изюмского района. В настоящее время используется для рыборазведения.